# Sermaises
Sermaises település Franciaországban, Loiret megyében. Lakosainak száma 1703 fő (2022. január 1.). Sermaises Audeville, Pannecières, Rouvres-Saint-Jean, Thignonville, Abbéville-la-Rivière, Arrancourt, Blandy és Le Mérévillois községekkel határos.

## Népesség
A település népessége az elmúlt években az alábbi módon változott:
| Lakosok száma | 1129 | 1455 | 1606 | 1586 | 1561 | 1615 | 1646 | 1684 | 1691 | 1703 |
|               | 1968 | 1982 | 1990 | 2006 | 2013 | 2015 | 2017 | 2019 | 2020 | 2022 |